# Пенуш
Пенуш (мкд. Пенуш) је насеље у Северној Македонији, у средишњем делу државе. Пенуш је село у саставу општине Штип.

## Географија
Пенуш је смештен у средишњем делу Северне Македоније. Од најближег града, Штипа, насеље је удаљено 10 km западно.
Насеље Пенуш се налази у историјској области Серта. Насеље је положено у клисури реке Брегалнице. Око насеља се углавном пружа голет. Надморска висина насеља је приближно 260 метара.
Месна клима је блажи облик континенталне због близине Егејског мора (жарка лета).

## Становништво
Пенуш је према последњем попису из 2002. године имао 8 становника.
Већинско становништво су етнички Турци (100%).
Претежна вероисповест месног становништва је ислам.